# 荷蘭的亨德里克親王
梅克伦堡的亨利·符拉迪米尔·阿尔布雷希特·恩斯特公爵（Heinrich Wladimir Albrecht Ernst Herzog zu Mecklenburg，1876年4月19日—1934年7月3日），即梅克伦堡-什未林的亨德里克（Hendrik van Mecklenburg-Schwerin）。梅克伦堡公爵，文德、什未林和拉策堡亲王，什未林伯爵，罗斯托克和斯塔尔加德的领主，荷兰威廉明娜女王的王夫，封親王。

## 生平
亨德里克出生于德意志帝国梅克伦堡-施威林大公国首都施威林，梅克伦堡-施威林大公腓特烈·法蘭茲二世和他的第三任妻子施瓦茨堡-鲁多尔施塔特的玛丽的第三子，也是最后一个孩子，在腓特烈·法蘭茲二世的所有儿子中排行第八。梅克伦堡-什未林大公腓特烈·法蘭茲三世与不伦瑞克摄政约翰·阿尔布雷希特是他的异母兄，波罗的联合公国公爵阿道夫·腓特烈是他的胞兄。
亨德里克年轻时曾游历亚洲和美洲。在梅斯的军校结束学业后，加入了普鲁士军队。
1901年，他与荷兰女王威廉明娜在海牙结为夫妇并成为荷兰亲王。亨德里克亲王先后获晋升海军少将、陆军少将、海军中将、陆军中将等军衔。虽然他是枢密院成员，却未能对政治有任何影响。这是他最大的遗憾。亨德里克亲王于1934年7月3日在海牙去世，终年57岁。

## 婚姻与子女

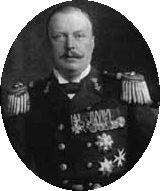
梅克伦堡-什未林的亨德里克亲王

亨德里克于1901年2月6日获封荷兰亲王，2月7日与荷兰的威廉明娜女王在海牙结婚。威廉明娜是荷兰国王威廉三世与王后瓦尔德克-皮尔蒙特的埃玛的独生女。二人婚后有一女：
- 朱丽安娜·路易丝·埃玛·玛丽·威廉明娜（Juliana Luise Emma Maria Wilhelmina，1909年4月30日—2004年3月20日），1948年母亲退位后成为荷兰女王，1980年让位于女儿贝娅特丽克丝。

他们婚姻不美满，亨德里克声称担任配王枯燥而且不体面，总是后一步走在妻子的后面，没有权力。一系列小产也促成了他们婚姻的危机。随着时间的推移，婚姻变得缺少幸福。随着1909年4月30日朱丽安娜公主出生，八年不孕的婚姻获得极大的解脱。
亨德里克亲王有一个私生子，即律师和右翼政治家阿尔布雷希特-威廉·李尔（Albrecht-Willem Lier，1918年7月22日-2015年4月9日）。
| 荷蘭的亨德里克親王 梅克伦堡王朝出生于：1876年4月19日逝世於：1934年7月3日 | 荷蘭的亨德里克親王 梅克伦堡王朝出生于：1876年4月19日逝世於：1934年7月3日 | 荷蘭的亨德里克親王 梅克伦堡王朝出生于：1876年4月19日逝世於：1934年7月3日 |
| ------------------------------------------------------------------------ | ------------------------------------------------------------------------ | ------------------------------------------------------------------------ |
| 前任： 瓦尔德克-皮尔蒙特的埃玛 荷兰王后                                  | 荷兰配王 1901年－1934年                                                  | 繼任： 利珀-比斯特费尔德的博恩哈德亲王                                   |